# عيد ميلاد سعيد (سيدي الرئيس)

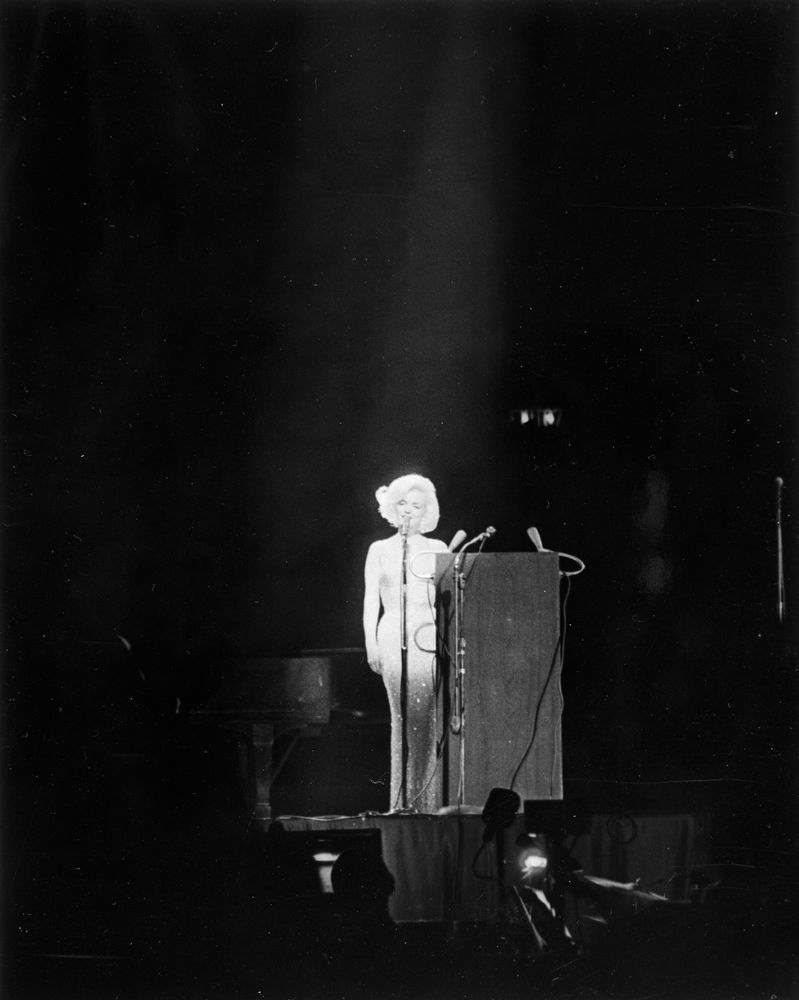

عيد ميلاد سعيد سيدي الرئيس (بالإنجليزية: Happy Birthday, Mr. President)‏ أغنية غنتها الممثلة والمغنية الأمريكية مارلين مونرو في الاحتفال بعيد ميلاد الرئيس الأمريكي جون كينيدي، يوم السبت 19 مايو 1962، أي عشرة أيام قبل يوم ميلاده الفعلي في 29 مايو.
ويعتبر غناء مونرو للرئيس حدثا تاريخيا مشهورا، حيث أنها غنت بطريقة مثيرة الكلمات التقليدية «عيد ميلاد سعيد» وأضافت إليها كلمة «يا سيدي الرئيس». وأكملت الأغنية بلحن أغنية كلاسيكية هي "شكرا على الذكرى"، لكن بكلمات جديدة كتبت خصيصا لكينيدي وهي:
شكرا سيدي الرئيس
على كل الأشياء التي فعلتها
والمعارك التي انتصرت فيها
طريقتك الأمريكية الصلبة في التعامل
مع مشاكلنا الكثيرة
نشكرك شكرا جزيلاً
وبعد ذلك صعد الرئيس كينيدي إلى المسرح وألقى دعابات حول الأغنية قائلا: «بإمكاني الآن اعتزال السياسة بعدما غنيت لي «عيد ميلاد سعيد»، بهذا الأسلوب الحلو المفيد».
وتتذكر الأغنية وأداء مونرو لأسباب كثيرة، منها أن تلك الحفلة هي الظهور الأخير في حفل علني كبير لها (فقد ماتت في 5 أغسطس 1962). إضافة إلى ذلك أن هناك شائعات حول وجود علاقة غرامية بين مونرو وكينيدي، وأن أداء مونرو المثير ذلك وراءه الكثير.
والطريف أن الفستان الذي كانت ترتديه مارلين مونرو في ذلك الحفل، قد اكتسب شهرة وأهمية تذكارية بسبب تلك الأغنية، وبيع في مزاد علني في نيويورك عام 1999 بحوالي 1.26 مليون دولار.